# نیکو یناریس
نیکولاس هری یناریس (انگلیسی: Nicholas Harry Yennaris؛ زادهٔ ۲۴ مهٔ ۱۹۹۳) بازیکن فوتبال اهل انگلستان است.
از باشگاه‌هایی که در آن بازی کرده‌است می‌توان به آرسنال، نوتس کانتی، بورنموث، برنتفورد، وایکام واندررز، و بیجینگ گوان اشاره کرد.